# 弗朗索瓦·比斯
弗朗索瓦·比斯（法語：François Bise，法語發音：[fʁɑ̃swa biz]；1928年—1984年），出生於法國奧弗涅-隆-阿爾卑斯大區上薩瓦省的塔卢瓦尔，是一位米其林指南三星評鑑的法式料理廚師。

## 生平
他的父親是馬里于斯·比斯（法語：Marius Bise），母親是米其林指南史上第三位三星評鑑的女主廚瑪格麗特·比斯，他們在塔卢瓦尔經營Auberge du Père Bise餐廳，從小就對於烹飪有很深的接觸，但是他的烹飪技藝師承費爾南·普安，直到1968年的時候，才又回到家接掌Auberge du Père Bise餐廳，兩年後他再次讓這家餐廳獲得米其林指南三星評鑑。
1984年弗朗索瓦·比斯死於癌症，他的妻子沙利娜·比斯（法語：Charlyne Bise）繼續經營這家餐廳，他們的女兒索菲·比斯在他廿一歲的時候，又再次贏得米其林指南三星評鑑，Auberge du Père Bise餐廳延續了三個世代，直到2017年才賣給年輕廚師讓·敘爾皮斯。